# Parti populaire des putes
Parti populaire des putes (franska: Horornas folkparti) är ett federalt politiskt parti baserat i den kanadensiska provinsen Québec.